# Weiden Challenger 1998
Il Weiden Challenger 1998 è stato un torneo di tennis facente parte della categoria ATP Challenger Series nell'ambito dell'ATP Challenger Series 1998. Il torneo si è giocato a Weiden in Germania dall'8 al 14 giugno 1998 su campi in terra rossa.

## Vincitori

### Singolare
Agustín Calleri ha battuto in finale  Gastón Etlis con il punteggio di 6–2, 6–1

### Doppio
Nuno Marques /  Nenad Zimonjić hanno battuto in finale  Simon Aspelin /  Chris Tontz con il punteggio di 6–4, 3–6, 6–3